# Epiplatys bifasciatus
Epiplatys bifasciatus es una especie de pez de la familia de los aplocheílidos en el orden de los ciprinodontiformes.

## Morfología
Los machos pueden alcanzar los 6 cm de longitud total.

## Distribución geográfica
Se encuentran en África: Senegal, Gambia, Guinea, Malí, Burkina Faso, Ghana, Togo, Benín, Nigeria, Camerún, Chad, República Centroafricana, Sudán y Costa de Marfil.